# Marguerite Piazza
Marguerite Piazza (de soltera Luft) (Nueva Orleans, 6 de mayo de 1926 - †Memphis 2 de agosto de 2012) fue una soprano y artista estadounidense.
Piazza ha hecho extensas presentaciones y filantropía en Memphis, TN. Ella ha apoyado al Hospital de Investigación Infantil St. Jude, y ha cantado el himno nacional antes de veintisiete partidos de fútbol de Liberty Bowl.

## Filantropía
Piazza fue conocida por su apoyo a varias organizaciones benéficas, destacando la gala anual Marguerite Piazza Gala.